# 帕洛塞德洛 (加利福尼亞州)
帕洛塞德羅（英語：Palo Cedro）是位於美國加利福尼亞州沙斯塔縣的一個人口普查指定地區。

## 地理
帕洛塞德羅的座標為40°33′04″N 122°14′03″W / 40.55111°N 122.23417°W，而該地最高點為海拔高度143米（即465英尺）。

## 人口
根據2010年美國人口普查的數據，帕洛塞德羅的面積為9.722平方千米，當中陸地面積為9.528平方千米，而水域面積為0.194平方千米。當地共有人口1269人，而人口密度為每平方千米130人。